# Гаральд Шумахер
Гаральд Шумахер (нім. Harald Schumacher, нар. 6 березня 1954, Дюрен) — німецький футболіст, що грав на позиції воротаря. Найкращий футболіст ФРН 1984 і 1986 років. Найкращий воротар чемпіонату світу 1986 року. По завершенні ігрової кар'єри став футбольним тренером, працював тренером воротарів у клубах «Шальке 04», «Баварія», «Боруссія» (Дортмунд) та «Баєр 04». Єдиним клубом, в якому Шумахер працював головним тренером — це «Фортуна» (Кельн) з Другої Бундесліги.
Значну частину кар'єри провів у «Кельні», з яким став чемпіоном ФРН та триразовим володарем Кубка ФРН, а також став легендою команди. Також виступав за національну збірну ФРН, у складі якої — чемпіон Європи 1980 року, срібний призер чемпіонатів світу 1982 та 1986 років, учасник чемпіонату Європи 1984 року.

## Клубна кар'єра

### Ранні роки
Тоні Шумахер народився 6 березня 1954 року в місті Дюрен, одному з найбільш постраждалих від війни. Сім'я Шумахерів жила в бідному кварталі міста. Жив Тоні в маленькій кімнатці разом із сестрою. З цього часу у нього розвинулася клаустрофобія: боязнь замкнутого простору. Батько Тоні працював на будівництві цілу добу. Мати сиділа вдома з дітьми, і заробляла гроші в'язанням одягу.
На пустирі біля дому Тоні «ганяв» м'яч разом з місцевою дітворою. Його першою командою став місцевий «Шварц-Вайс». Тренер команди і мати Шумахера розсудили, що Тоні гратиме у воротах. Уже через 3 роки, в 15 років, Тоні тренувався 4 рази на тиждень: по два з молодіжною та з дорослою командами. В шістнадцять років тренер молодіжної команди «Кельна» запропонував Шумахеру перейти до нього в команду, але мати Тоні сказала, що йому спочатку треба опанувати яку-небудь професію. Шумахер вивчився на лікаря, і лише після того, в 18 років, перейшов в «Кельн».

### «Кельн»
Одного разу гравець «Кельна» Гайнц Флое запросив юного воротаря до себе на новосілля. Там Шумахер познайомився з Рюдігером Шмітцом, який став його найвідданішим товаришем та другом. В одному з матчів основний воротар «Кельна» Герхард Вельц отримав важку травму, і у Тоні з'явився шанс заявити про себе. Шумахер виграв конкуренцію у югославського воротаря Слободана Топаловича. Проте, гра у Шумахера не йшла, і хоча він був основним воротарем команди, він отримав від кельнскої публіки неприємне прізвисько «Верткий Малюк».
Наприкінці сезону 1976/77 тренер «Кельна» Геннес Вайсвайлер заявив про те, що не бажає більше працювати з Тоні. Воротар «Герти» Норберт Нігбур мав перейти в «Кельн», і стати основним воротарем. В той час «Кельн» якраз у фіналі Кубка Німеччини зустрічався з «Гертою», і Шумахер відіграв цей матч фантастично, а його команда перемогла 1:0. Головний тренер змінив свою думку, і з цього моменту Шумахер залишився основним воротарем «Кельна».
У наступному сезоні 1977/78 Шумахер, зігравши у всіх матчах, допоміг команді зробити золотий дубль — виграти чемпіонат і кубок Німеччини, після чого у сезоні 1982/83 клуб, за прямої участі Гаральда, знову виграв національний кубок, обігравши в фіналі в кельнському дербі «Фортуну» (1:0). За хорошу гру на лінії Гаральд двічі визнавався Найкращим футболістом ФРН 1984 і 1986 років.
1987 року Шумахер у своїй книзі «Свисток» висловив думку про допінг у національній збірній ФРН. Його клуб «Кельн» також негативно відреагував на цю публікацію, розірвавши з ним контракт. Всього за «Кельн» Шумахер провів п'ятнадцять сезонів, взявши участь у 422 матчах чемпіонату, 67 єврокубкових матчах і 55 іграх в Кубку Німеччини.

### «Шальке 04»
Після «Кельна», Шумахер провів сезон 1987/88 в «Шальке 04», зігравши в 33 з 34 матчах чемпіонату, проте не врятував команду від вильоту, зайнявши з нею останнє 18 місце в Бундеслізі.

### «Фенербахче»
Влітку 1988 року перейшов в турецький «Фенербахче». Там Гаральд Шумахер став улюбленцем місцевої публіки, в першому ж сезоні ставши капітаном команди, з якою виграв чемпіонат Туреччини.

### «Баварія»
1991 року Шумахер повернувся в Німеччину, перейшовши до «Баварії», яка була під загрозою вильоту у другу лігу: основний воротар мюнхенців Раймонд Ауманн отримав травму, а другий воротар пішов з команди. В мюнхенському клубі Шумахер відіграв 8 матчів, за підсумками першості команда посіла 10 місце. В кінці сезону Шумахер заявив про завершення своєї воротарської кар'єри.

### «Боруссія»
В останньому турі сезону 1995/96, будучи тренером воротарів, Шумахер зіграв три хвилини за дортмундську «Боруссію», що стала чемпіоном Німеччини. Для нього цей матч став останнім, 464-им, проведеним в Бундеслізі.

## Виступи за збірну
Дебютував в офіційних матчах у складі національної збірної ФРН 26 травня 1979 року в товариській грі проти збірної Ісландії (3:1), замінивши в перерві багаторічного стража воріт «бундестіма» Зеппа Маєра і на 83 хвилині пропустив гол.

### Чемпіонат Європи 1980 року
Наступного року Шумахер разом зі збірною ФРН виграв чемпіонат Європи 1980 року в Італії. Напередодні турніру він вважався другим голкіпером після Норберта Нігбура, але через травму останнього саме Шумахер відіграв в усіх чотирьох іграх. Під час чемпіонату, на тренуванні Шумахер зламав палець на лівій руці. Він нічого не став повідомляти головному тренеру. Про свою біду він повідомив лише близькому другу Рюдігеру Шмітцу, який виручив товариша в складний момент. Шмітц та Шумахер придумали спеціальну рукавичку: зламаний палець в ній спирався на середній. Рюдвгер встиг злітати в Метцінеген, де для Шумахера виготовили спеціальні рукавички. У цих рукавичках Тоні захищав ворота збірної ФРН у виграному фіналі проти збірної Бельгії (2:1). Тільки після матчу Шумахер зізнався журналістам.

### Чемпіонаті світу 1982 року
Через два роки Шумахер був основним воротарем «бундестіма» на чемпіонаті світу 1982 року в Іспанії. У першому матчі збірна ФРН з насподівано поступилася алжирцям 1:2. Потім була обіграна збірна Чилі (4:1), і збірна Австрії (1:0). Ось як описує матч з австрійцями сам Шумахер: «Рахунок 1:0 відповідав бажанням всіх учасників. Австрійці могли продовжувати чемпіонат, ми теж. А тоді ми забили гол і тут же відступили. Австрійці ж так і не зважилися перетнути центральну лінію. Після закінчення гри 45 тисяч глядачів витягли свої носові хустки та стали розмахувати ними. В Іспанії під час кориди це означає: „Іди додому. Ти, боягузливий канделябр“. Помахи адресувалися німцям та австрійцям, 22 гравцям, які влаштували собі легку розминку. Я був присоромлений…».
Незважаючи на протести Алжиру, німці легко подолали другий груповий етап і вийшли в півфінал, де зустрілись з французами: зігравши в основний час 1:1, в додатковий Шумахер пропустив два голи, але французи занадто рано повірили в перемогу, і Румменігге з Фішером зрівняли рахунок у матчі. У серії післяматчевих пенальті міцнішими нерви виявилися у німців, які забили усі п'ять м'ячів проти чотирьох у французів. Крім того, на 57-й хвилині тієї гри форвард французів Патрік Баттістон отримав пас на вихід до воріт німців, які захищав Шумахером. Голкіпер німців, намагаючись завадити пробити Баттістону, при виході один на один, навмисно стрибнув у голову збивши його з ніг. Баттістон отримав важку черепно-мозкову травму, у нього були вибиті три зуба і серйозно постраждав хребет, деякий час він перебував без свідомості. Через 10 хвилин Баттістон був винесений з поля на ношах, а Шумахер навіть не отримав жовту картку. У лікарні Баттістона був поставлений діагноз — перелом шийних хребців та травма щелепи з втратою ряду зубів.
Після гри Шумахер, дізнавшись про втрату зубів, сказав, що «якщо це все, що з ним не так, то він сплатить йому нові коронки». Пізніше Шумахер особисто приніс Баттістону вибачення, і француз їх прийняв, хоча підкреслив, що не розуміє мотивів такої поведінки Шумахера.
У фіналі «мундіалю» німці безславно поступилися італійцям 1:3.
Після того неприємного випадку в півфіналі з Баттістоном, Шумахера перетворили на нелюда та ізгоя навіть у своїй країні. Шлях до примирення з уболівальниками та Баттістоном був довгий: зустріч француза та німця сталася в місті Мец, де відбулося примирення двох гравців. Усі спортивні видання Німеччини намагалися спровокувати своїми заявами Шумахера, але Тоні так і не дав їм жодного інтерв'ю. Примирення з уболівальниками відбулося 18 квітня 1984 року в Страсбурзі, де збірна ФРН проводила товариський матч з французами. Перші півгодини трибуни освистували німецького воротаря, але він своєю прекрасною грою намагався втихомирити публіку. Шумахер грав дуже добре, хоча німці програли 0:1. Зате тепер уболівальники стали ставитися до нього більш прихильно. Наступного дня німецька та французька преса розхвалювали Шумахера.

### Чемпіонат Європи 1984 року
Влітку того ж року Шумахер був основним воротарем чемпіонату Європи 1984 року у Франції, проте діючі володарі трофею німці несподівано навіть не змогли вийти з групи, але Шумахера все одно включили до символічної збірної чемпіонату.

### Чемпіонаті світу 1986 року
Під час підготовки до чемпіонату світу 1986 року в Мексиці, всередині збірної ФРН вибухнув скандал: команду розколов на два табори Румменігге, який в пресі почав заявляти про «кельнську мафію» в команді. Шумахер вже почав упаковувати речі і хотів їхати додому, але його все ж зупинили товариші по команді. Внаслідок конфлікт було залагоджено.
Груповий турнір збірна Німеччина подолала, набравши 4 очки, і в 1/8 фіналу «потрапила» на збірну Марокко, яку обіграла 1:0. В 1/4 фіналу німцям належало зустрітися в з господарями турніру мексиканцями. Основний час закінчився з рахунком 0:0. В серії пенальті Шумахер парирував два удари і вивів команду в півфінал, де була переможена збірна Франції 2:0. У фіналі на команду Шумахкра чекала збірна Аргентини з Дієго Марадоною. Аргентинці до 56 хвилині вели 2:0, але точні удари Румменігге та Феллера встановлюють рівновагу. На 85 хвилині настала розв'язка — Дієго Марадона виводить один на один з Шумахером Бурручагу, який зробив рахунок 3:2 і німці вдруге поспіль програли у фіналі «мундіалю». Незважаючи на поразку, Шумахер був визнаний найкращим воротарем того чемпіонату світу.
За чотири роки німці таки змогли взяти трофей, але ворота збірної на той час уже займав Бодо Ілгнер. Причиною цього стала книга Тоні Шумахера «Свисток», в якій він не лише розповів про себе, а й викрив багатьох чиновників Німецького Футбольного Союзу, та й взагалі західнонімецький професійний футбол. За це Шумахера вигнали зі збірної 1987 року. Всього протягом кар'єри у національній команді, яка тривала 9 років, провів у формі головної команди країни 76 матчів.

## Тренерська кар'єра
Завершивши воротарську кар'єру, на початку сезону 1992/93 Шумахер став тренером воротарів в «Шальке 04», після цього ту ж саму посаду у сезоні 1993/94 займав в «Баварії». З 1994 по 1998 рік працював тренером воротарів дортмундської «Боруссії». За цей час дортмундці виграли чемпіонський титул в 1997 році, а наступного року виграли Лігу чемпіонів та Міжконтинентальний кубок.
Влітку 1998 Шумахер змінив Бернда Шустера на посту головного тренера «Фортуни» (Кельн) з Другої Бундесліги. У цій команді він працював до 15 грудня 1999 року, коли після першого тайму в грі проти «Вальдгофа» (0:2) президент Фортуна Жан Лорінг звільнив фахівця.
У січні 2001 року Шумахер став помічником головного тренера клубу «Баєр 04» Берті Фогтса, після звільнення якого того ж року став тренером воротарів в штабі нового тренера Клауса Топмеллера. За цей час в сезоні 2001-02 «Баєр» віце-чемпіоном Німеччини, фіналістом національного кубка, а також Ліги Чемпіонів. Шумахер покинув клуб лише після сезону 2002/2003, коли новим тренером фармацевтів став Клаус Аугенталер.
У період з 2003 по 2012 рік, Шумахер пішов з клубного футболу і був керуючим директором і співвласником в агентстві спортивного маркетингу Sports First в Кельні. Також на великих турнірах Шумахер працював експертом на телеканалах ARD і ZDF.
23 квітня 2012 року Шумахер був призначений віце-президентом «Кельна».

## Статистика

### Клубна
| Чемпіонат | Чемпіонат             | Чемпіонат  | Ліга | Ліга |
| Сезон     | Клуб                  | Ліга       | Ігри | Голи |
| Німеччина | Німеччина             | Німеччина  | Ліга | Ліга |
| --------- | --------------------- | ---------- | ---- | ---- |
| 1973/74   | «Кельн»               | Бундесліга | 13   | 0    |
| 1974/75   | «Кельн»               | Бундесліга | 34   | 0    |
| 1975/76   | «Кельн»               | Бундесліга | 26   | 0    |
| 1976/77   | «Кельн»               | Бундесліга | 27   | 0    |
| 1977/78   | «Кельн»               | Бундесліга | 34   | 0    |
| 1978/79   | «Кельн»               | Бундесліга | 34   | 0    |
| 1979/80   | «Кельн»               | Бундесліга | 34   | 0    |
| 1980/81   | «Кельн»               | Бундесліга | 34   | 0    |
| 1981/82   | «Кельн»               | Бундесліга | 34   | 0    |
| 1982/83   | «Кельн»               | Бундесліга | 34   | 0    |
| 1983/84   | «Кельн»               | Бундесліга | 33   | 0    |
| 1984/85   | «Кельн»               | Бундесліга | 34   | 0    |
| 1985/86   | «Кельн»               | Бундесліга | 33   | 0    |
| 1986/87   | «Кельн»               | Бундесліга | 18   | 0    |
| 1987/88   | «Шальке 04»           | Бундесліга | 33   | 0    |
| Туреччина | Туреччина             | Туреччина  | Ліга | Ліга |
| 1988/89   | «Фенербахче»          | Перша ліга | 0    | 0    |
| 1989/90   | «Фенербахче»          | Перша ліга | 0    | 0    |
| 1990/91   | «Фенербахче»          | Перша ліга | 28   | 0    |
| Німеччина | Німеччина             | Німеччина  | Ліга | Ліга |
| 1991/92   | «Баварія»             | Бундесліга | 8    | 0    |
| 1995/96   | «Боруссія» (Дортмунд) | Бундесліга | 1    | 0    |
| Країна    | Німеччина             | Німеччина  | 464  | 0    |
| Країна    | Туреччина             | Туреччина  | 28   | 0    |
| Всього    | Всього                | Всього     | 492  | 0    |

### Збірна
| Збірна ФРН | Збірна ФРН | Збірна ФРН |
| Роки       | Ігри       | Голи       |
| ---------- | ---------- | ---------- |
| 1979       | 1          | 0          |
| 1980       | 10         | 0          |
| 1981       | 10         | 0          |
| 1982       | 14         | 0          |
| 1983       | 9          | 0          |
| 1984       | 10         | 0          |
| 1985       | 10         | 0          |
| 1986       | 12         | 0          |
| Всього     | 76         | 0          |

## Титули і досягнення

### Командні
- Володар Кубка Німеччини (3):

«Кельн»: 1976-77, 1977-78, 1982-83
- Чемпіон Німеччини (2):

«Кельн»: 1977-78
«Боруссія» (Дортмунд): 1995-96
- Чемпіон Туреччини (1):

«Фенербахче»: 1988-89
- Чемпіон Європи (1):

ФРН: 1980
- Віце-чемпіон світу: 1982, 1986

### Особисті
- Футболіст року в ФРН: 1984, 1986
- Номінант на «Золотий м'яч»: 1984, 1985, 1986
- Володар «Срібного м'яча» чемпіонату світу: 1986
- Володар призу «Золоті рукавички» чемпіонату світу: 1986
- Входить в символічну збірну чемпіонату світу: 1986

## Цікаві факти
- Коли майбутній гонщик «Формули-1» Міхаель Шумахер був ще школярем, він переконав своїх однокласників в тому, що Гаральд Шумахер його дядько. Це, звичайно, неправда, але потім Шумахери познайомились[6].
- Нік Шумахера «Тоні» збігається з іменем легендарного воротаря «Кельна» Тоні Шумахера[en], який 1964 року став німецьким чемпіоном з «козлами». Також є версія, що прізвисько походить від його другого імені Антон і дано на честь Тоні Турека — воротаря збірної ФРН. Але за версією самого Гаральда, коли він 1972 року прийшов в «Кельн», там вже був один Гаральд — захисник Гаральд Конопка. Щоб не плутати з ним, воротаря стали називати Тоні. З першого дня на двері його кімнати на базі «Кельна» повісили табличку «Тоні», і всі вболівальники, журналісти одразу стали до ньогь так звертатися. Тільки батько та мати продовжували називати його Гаральд[7].